# Mohyliv-Podilskyj
Mohyliv-Podilskyj (ukrajinsky Могилів-Подільський; rusky Могилёв-Подольский, Mogiljov-Podolskij; polsky Mohylów Podolski; rumunsky Moghilău) je město (do července 2020 město oblastního významu) ve Vinnycké oblasti na Ukrajině. Leží v oblasti Podolí na levém břehu Dněstru, který zde tvoří hranici mezi Ukrajinou a Moldavskem, naproti moldavskému městu Otaci. Žije zde přibližně 30 tisíc obyvatel.